# Кин Стоянов
Кин Димитров Стоянов е български общественик, син на Радой Ралин и баща на евродепутата Димитър Стоянов. Автор е на фейлетони и роман. Работи като журналист и сценарист на предавания, издавал е вестник „Щастливец – 1992“.

## Биография

### Образование
Завършва философия в Софийския държавен университет.

### Редакторска кариера
През 1983 г. става редактор в списание „Смяна“. Той е заместник главен редактор на списание „Български журналист“ (1990), заместник главен редактор на вестник „Демокрация“ (1990 – 1991), основател и главен редактор на вестник „Щастливец – 1992“. Главен редактор е на издателство „Отечество“ (1995).
От 2007 до 2014 г. заедно с Емил Янев е водещ на предаването „Инфохолиците“ по БНР.
От 2023 г. е програмен директор на програма „Христо Ботев“ на БНР.

### Обществена дейност
Кин Стоянов е директор на Националния дарителски фонд „13 века България“ през 1992 – 1995 и 1997 – 2005 г. По време на президентския мандат на Петър Стоянов е член на Управителния съвет на Агенцията за чуждестранна помощ (1995 – 2002).
От 2000 до 2002 г. е член на Програмния съвет на Българската национална телевизия.
През юли 2001 г. е обвинен от Софийската градска прокуратура, че като директор на НДФ „13 века България“ е допуснал финансови нарушения при разпределяне на дарена нафта за отоплението на домове за сираци, училища и детски градини. СГС твърди, че „се губят“ 420 тона нафта за около 360 000 лева и още за 13 000 лв. заради самоволно наемане на фирма без конкурс.
По негова инициатива през 2003 г. Прокуратурата внася обвинителен акт в Софийския градски съд. Делото тръгва през септември 2004 г. На 14 ноември 2007 г. делото е приключено с оправдателна присъда.

## Творчество
Първите си публикации прави в сатиричния вестник „Стършел“ през 1976 г.
Библиография:
- Камъчета за късмет. Роман. София: Народна младеж, 1989
- Ориентиране в обстановката. Хумористични разкази. София: Стършел, 1990
- Гражданинът щастливец. Мемоарен репортаж. София: Унив. изд. „Св. Климент Охридски“, 1994

## Личен живот
Кин има син от първия си брак с журналистката Капка Георгиева, и три деца от втория си брак с адвокатката Десислава Банкова – дъщери близначки Калина и Ралица и син Стефан.